# NN-41
La carretera NN-41 es una vía departamental secundaria que atraviesa el departamento de Madriz, en la región norte de Nicaragua. Tiene una longitud aproximada de 10,2 kilómetros y conecta los municipios de San Lucas y Las Sabanas mediante un camino rural de baja densidad vehicular.

## Trazado y cruces
Esta vía discurre por zonas de topografía montañosa, sirviendo como conexión rural entre comunidades:
| km   | Localidad    | Departamento | Conexión / Ruta |
| ---- | ------------ | ------------ | --------------- |
| 0    | San Lucas    | Madriz       | NIC-27          |
| 4,8  | La Montañita | Madriz       | Camino rural    |
| 10,2 | Las Sabanas  | Madriz       | NN-40           |

## Coordenadas
Uno de los tramos de la NN-41 puede ser encontrado en las coordenadas: 13°27′39″N 86°26′19″O / 13.4607, -86.4386